# Casinoplatz (Bern)

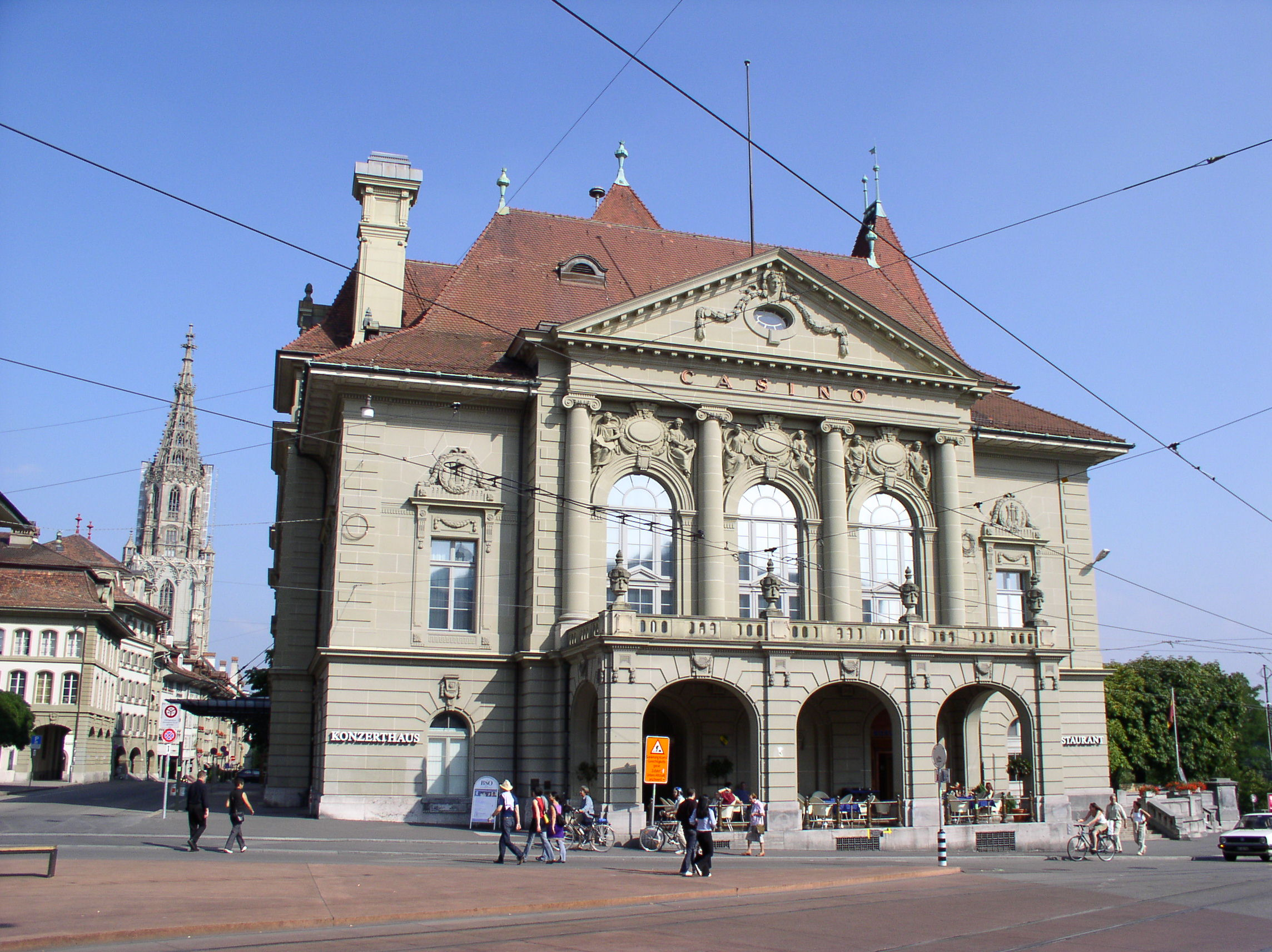
Casino mit Casinoplatz

Der Casinoplatz ist ein nach dem damaligen Casino benannter Platz in Bern, Schweiz.

## Lage
Der Casinoplatz mündet im Westen in die Kochergasse, im Nordwesten in die Amthausgasse, im Norden auf den Theaterplatz, im Nordosten in die Hotelgasse, im Osten in die Herrengasse, im Südosten in den Frickweg, im Süden auf die Kirchenfeldbrücke und im Südwesten in die Bundesterrasse.

## Geschichte
Erst am 12. April 1911 erhielt der Platz vor dem 1908 fertiggestellten Casino (damals meist Kasino geschrieben) den Namen Kasinoplatz. Dabei wurden gleichzeitig die Namen Polizeigasse und Aulastrasse aufgehoben. Durch den Bau der Autoeinstellhalle Kasino und die Aufschüttung des Gerberngrabens wurde die Topographie zwischen Bellevue und Casino entscheidend verändert. Den Namen des Platzes konsequent mit C zu schreiben, ist erst seit ca. 1950 üblich.